# Ara Vardanian
Ara Vardanian –en armenio, Արա Վարդանյան– (Bambakashat, URSS, 21 de diciembre de 1974) es un deportista armenio que compitió en halterofilia.
Ganó una medalla de plata en el Campeonato Mundial de Halterofilia de 1998 y una medalla de bronce en el Campeonato Europeo de Halterofilia de 1998, ambas en la categoría de +105 kg. Participó en los Juegos Olímpicos de Atlanta 1996, ocupando el séptimo lugar en la categoría de 108 kg.

## Palmarés internacional
| Campeonato Mundial | Campeonato Mundial | Campeonato Mundial | Campeonato Mundial |
| Año                | Lugar              | Medalla            | Categoría          |
| ------------------ | ------------------ | ------------------ | ------------------ |
| 1998               | Lahti (Finlandia)  | Medalla de plata   | +105 kg            |
| Campeonato Europeo |                    |                    |                    |
| Año                | Lugar              | Medalla            | Categoría          |
| 1998               | Riesa (Alemania)   | Medalla de bronce  | +105 kg            |